# David Emmons Johnston
David Emmons Johnston (* 10. April 1845 bei Pearisburg, Giles County, Virginia; † 7. Juli 1917 in Portland, Oregon) war ein US-amerikanischer Politiker. Zwischen 1899 und 1901 vertrat er den dritten Wahlbezirk des Bundesstaates West Virginia im US-Repräsentantenhaus.

## Werdegang
David Johnston besuchte die öffentlichen Schulen seiner Heimat. Bei Ausbruch des Bürgerkrieges trat er in die Armee der Konföderierten Staaten ein. In den folgenden vier Kriegsjahren diente er dort in einem Infanterieregiment aus Virginia. Nach dem Krieg studierte Johnston Jura. Nach seiner im Jahr 1867 erfolgten Zulassung als Rechtsanwalt begann er in Pearisburg in seinem neuen Beruf zu praktizieren. Im Jahr 1870 zog er in das Mercer County in West Virginia. Dort arbeitete er zwischen 1872 und 1876 als Bezirksstaatsanwalt.
Johnston war Mitglied der Demokratischen Partei. Im Jahr 1878 saß er im Senat von West Virginia. Zwischen 1880 und 1888 arbeitete er als Richter im neunten Gerichtsbezirk des Staates. 1898 wurde er im dritten Distrikt von West Virginia in das US-Repräsentantenhaus in Washington gewählt, wo er am 4. März 1899 die Nachfolge des Republikaners Charles Dorr antrat. Da er aber bereits bei den folgenden Wahlen im Jahr 1900 Joseph H. Gaines unterlag, konnte er bis zum 3. März 1901 nur eine Legislaturperiode im Kongress absolvieren.
Im Jahr 1908 zog David Johnston nach Portland in Oregon, wo er wieder als Anwalt arbeitete. Dort ist er am 7. Juli 1917 auch verstorben.